# بوداورس
بوداورس (بالمجرية: Budaörs)‏ هي مدينة من مدن المجر تقع ضمن مقاطعة بشت في شمال هنغاريا.

## مدن التوأمة
- بيرغوس، اليونان

## أعلام
- ايمري ريتر
- جورج مولر

## وصلات خارجية
- الموقع الرسمي